# Römersteine von Lenzburg

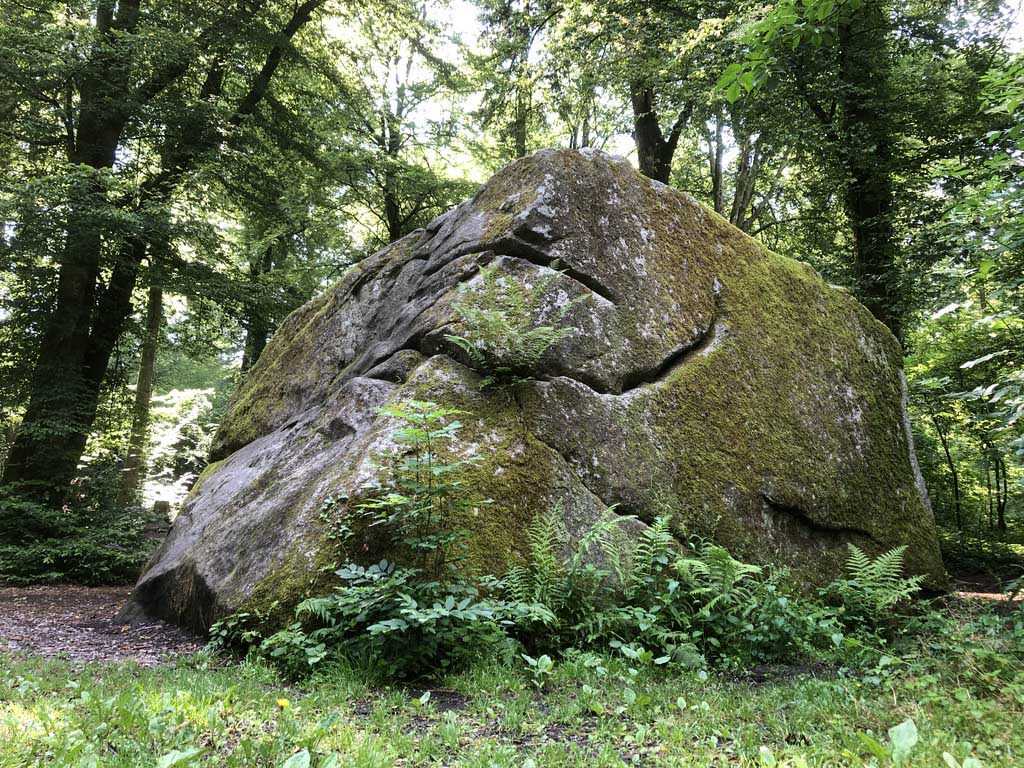
Grosser Römerstein

Die Römersteine von Lenzburg sind zwei Gruppen von Gletscherfindlingen im Gemeindegebiet von Lenzburg im Kanton Aargau. Sie gelten als Geotop von kantonaler Bedeutung und stehen unter Schutz. Die Steine befinden sich etwa einen Kilometer nordöstlich des Stadtzentrums von Lenzburg im bewaldeten Gebiet Boll-Lind zwischen der Autobahn A1 und der Bahnlinie Aarau-Zürich.
Nahe bei den Findlingen liegen die archäologisch teilweise untersuchten Überreste einer römischen Siedlung, des Vicus Lindfeld, von dem ein Abschnitt des Strassendorfes und die Fundamente eines Theatergebäudes bekannt sind; die Mauern des Theaters sind konserviert und über dem Boden sichtbar und als Kulturdenkmal in der Landeskarte der Schweiz eingetragen. Auch die «Römersteine» haben eigene Signaturen auf den Landeskarten erhalten. Beim «Grossen Römerstein» sind bei Ausgrabungen römische Gräber zum Vorschein gekommen; ob der Findling im Zusammenhang mit diesem ehemaligen Friedhof eine kultische Bedeutung besass, ist nicht bekannt. Von der antiken Siedlung oder dem Friedhof ist wohl der Name «Römerstein» für die Felsblöcke abgeleitet. Der Aargauer Sagenforscher Ernst Ludwig Rochholz überliefert eine alte Erzählung von einem legendären Römerschatz unter dem grossen Findling. Im Geotop-Inventar des Kantons Aargau sind die beiden «Römersteine» zusammen mit einem anderen Findling als «Findlingsgruppe ‹Römisches Theater›» registriert.
Die mächtigen Findlinge gehörten wahrscheinlich zu einem ursprünglich grösseren Steinschwarm, der nach den Kaltzeiten im Gebiet am südlichen Rande des Aaretales liegen blieb und von dem wohl viele Steine bereits für den Bau der antiken und dann auch der jüngeren Gebäude bei Lenzburg verwendet wurden. Während den Tiefbauarbeiten am Autobahnzubringer von Lenzburg südlich der Römersteine kamen um 2018 in den Schotterschichten zahlreiche neue Findlinge zum Vorschein.
Der «Grosse Römerstein» steht in der Waldfläche nördlich der Badenerstrasse beim 1947 errichteten Waldhaus «Römersteinhütte» von Lenzburg auf der Höhe von etwa 428 m. ü. M. Er besteht aus Granit und hat ein Volumen von etwa 120 Kubikmetern und eine Länge von 12 m. Ein zweites Felsstück liegt auf seiner Ostseite; mehrere kleine Findlinge auf dem Picknickplatz in der Umgebung des Steins sind wohl aus der Umgebung an diese Stelle gebracht worden und bilden einen kleinen Findlingsgarten. Eine Waldstrasse führt bis zu diesem Platz. Der grosse Findling, von dem im 19. Jahrhundert etwa ein Drittel des ursprünglichen Materials weggesprengt worden war, um Steine für den Stadtbach in Lenzburg zu gewinnen, wurde am 25. Februar 1867 durch Beschluss der Ortsbürgergemeinde Lenzburg unter Schutz gestellt. In der lokalen Überlieferung nannte man den Felsblock auch «Fischbank».

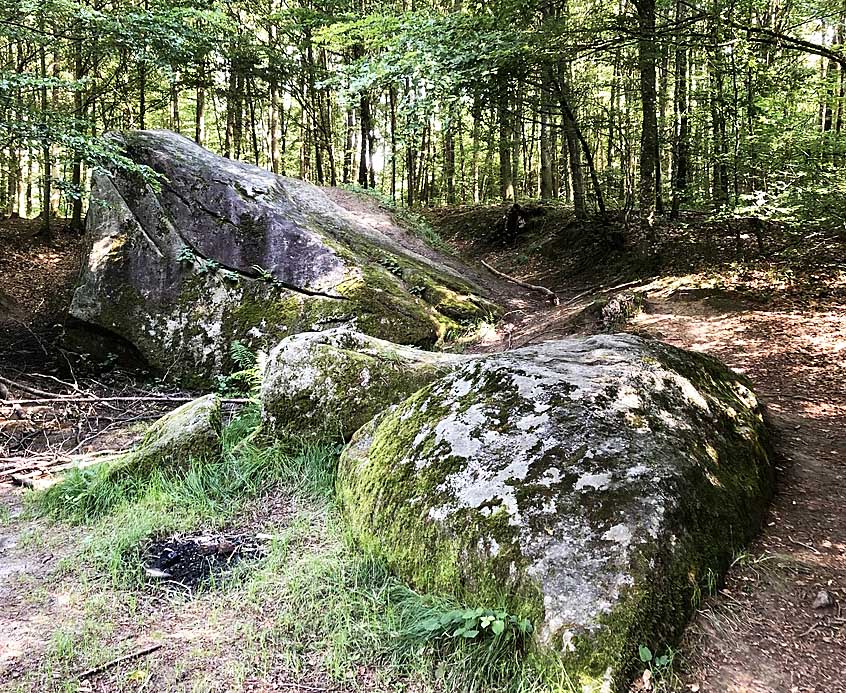
Kleiner Römerstein (im Hintergrund) begleitet von drei weiteren Findlingen

Der «Kleine Römerstein» weist gemäss dem kantonalen Geotopinventar die gleiche mineralogische Zusammensetzung auf wie der «Grosse Römerstein». Er liegt 500 Meter westlich von diesem auf der anderen Seite des Autobahnzubringers auf dem Moränenhügel «Boll» etwa 435 m. ü. M. In seiner unmittelbaren Nähe befindet sich eine Gruppe von drei kleineren Granitfindlingen. Die Vertiefung im Boden beim «Kleinen Römerstein» ist wohl durch Grabungen entstanden. Auch diesen Zeugen der Eiszeit im Bollwald stellte die Ortsbürgergemeinde Lenzburg 1867 unter Schutz.
Der einzelne zum Geotop «Findlingsgruppe ‹Römisches Theater›» gerechnete Findling zwischen den beiden Römersteinen besteht aus Sedimentgestein.
Die Anhöhen des Lindwaldes gehören zu der Endmoränenzone der Bünztaler Gletscherzunge des ehemaligen Reussgletschers. Die Moränen und Schotterflächen in der Gegend von Lenzburg und Othmarsingen und im Süden des Birrfelds werden als Ablagerungen aus der letzten Kaltzeit angesehen. Die Glaziologie bezeichnet diese kalte Periode im zentralen schweizerischen Mittelland neuerdings als «Birrfeld-Eiszeit» (für den Alpenraum Würm-Kaltzeit). Die grösseren Lenzburger Findlinge kamen aus dem Gotthardmassiv mit dem Gletscher in den Aargau. Die in das Bünztal vorstossenden Eismassen lagen ungefähr in der Mitte des Reuss-Eisstromes und dürften deshalb aus dem zentralen Nährgebiet des Gletschers stammen. Findlinge aus Sedimentgestein im Areal des Reussgletschers kommen dagegen aus einem Gebiet der Voralpen.